# Écotay-l’Olme

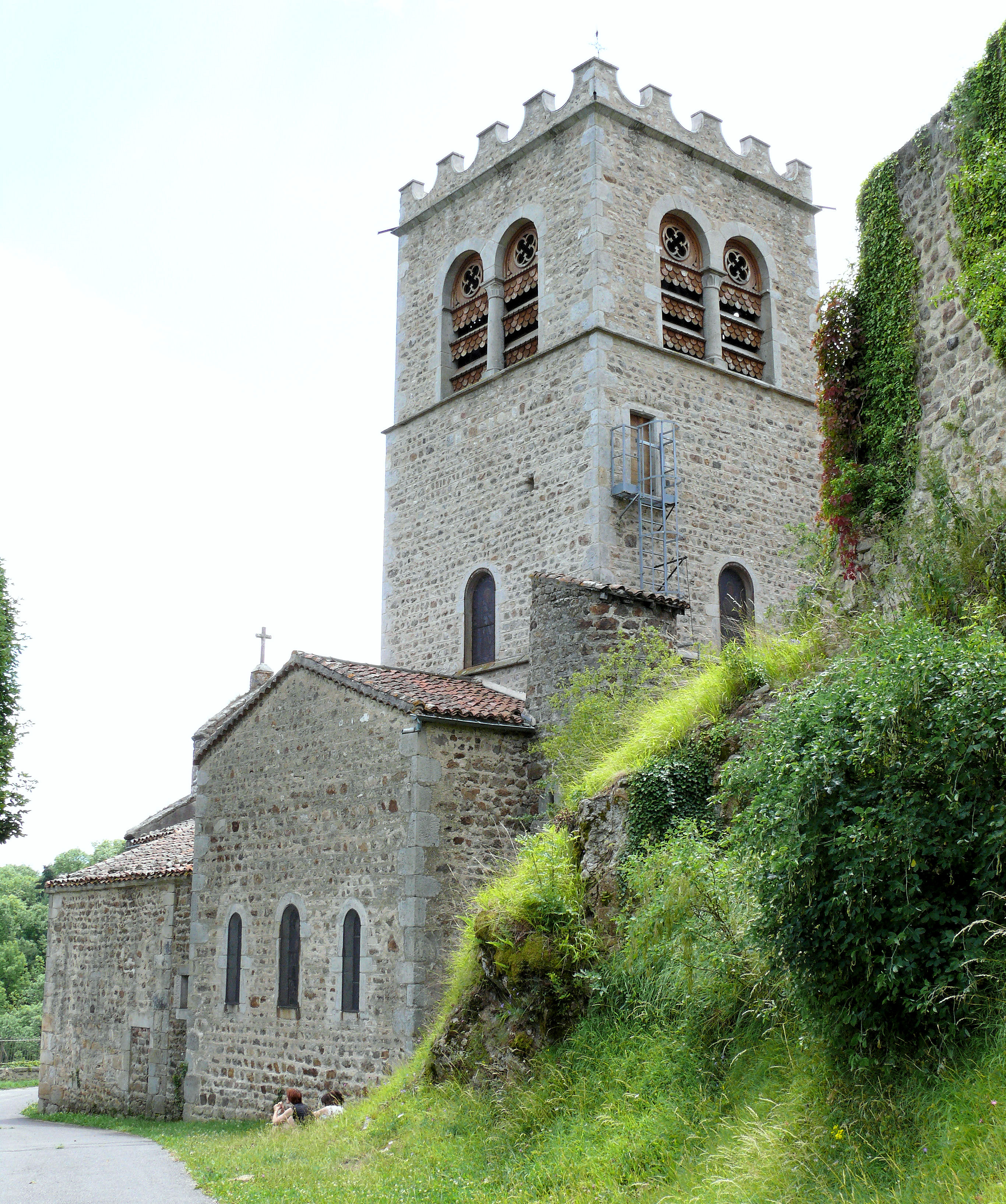
Kościół w Écotay-l’Olme, 2009

Écotay-l’Olme – miejscowość i gmina we Francji, w regionie Owernia-Rodan-Alpy, w departamencie Loara.
Według danych na rok 1990 gminę zamieszkiwało 1001 osób, a gęstość zaludnienia wynosiła 154 osób/km² (wśród 2880 gmin regionu Rodan-Alpy Écotay-l’Olme plasuje się na 783. miejscu pod względem liczby ludności, natomiast pod względem powierzchni na miejscu 1398.).